# モーハン・バーブ
モーハン・バーブ（Mohan Babu、1952年3月19日 - ）は、インドのテルグ語映画で活動する俳優。M・G・R公立映画テレビ訓練研究所の出身で、これまでに500本以上の映画に出演している。また、教育者としても活動しており、2022年には自身の名前を冠したモーハン・バーブ大学を設立し、学長を務めている。2007年には長年の映画界への貢献を認められ、インド政府からパドマ・シュリー勲章を授与された。

## 生い立ち
ティルパティ近郊のモドゥグラパレム村に暮らすマンチュ・ナーラーヤナスワーミとマンチュ・ラクシュマンナの息子として生まれ、成人後はYMCAカレッジで体育教師として働いていた。

## キャリア

### 俳優
助監督として映画界に進み、ダサリ・ナーラーヤナ・ラーオと知己を得たことをきっかけに俳優に転身し、1975年に彼が監督を務めた『Swargam Narakam』で俳優デビューする。同作で悪役を演じたモーハン・バーブは人気を集め、その後はコメディ寄りの悪役として『Khaidi Kalidasu』『Ketugadu』『Gruha Pravesam』『Assembly Rowdy』『Allari Mogudu』などに出演した。テルグ語映画で成功を収めたモーハン・バーブはタミル語映画にも関心を示し、シヴァージ・ガネーサンの紹介でタミル語映画界に進出した。1970年代から1980年代にかけて『Sivaranjani』『Garjana』『Simha Baludu』『Rama Krishnulu』『Padaharella Vayasu』『Nayudu Bava』『Shokilla Rayudu』『Ravanude Ramudayithe?』『Patnam Vachina Pativrathalu』『Billa Ranga』『Dharma Poratam』『Padmavyooham』『Bhale Ramudu』『Sanchalanam』などに出演している。
モーハン・バーブはN・T・ラーマ・ラオ（NTR）の熱心なファンとして知られ、1993年にNTR主演の『Major Chandrakanth』をプロデュースしている。K・ラーガヴェンドラ・ラーウが監督を務めた同作はブロックバスターを記録し、NTR最後の主演作となった。1995年にはラジニカーント主演の『Pedarayudu』に出演してフィルムフェア賞 テルグ語映画部門主演男優賞を受賞し、2007年にはNTRの孫であるN・T・ラーマ・ラオ・ジュニア主演の『ヤマドンガ』に出演してCineMAA賞 助演男優賞を受賞している。また、シュリー・ラクシュミー・プラサンナ・ピクチャーズ、24フレーム・ファクトリー、マンチュ・エンターテインメントなどの製作会社を経営している。2017年には芸歴40年を記念して、これまで演じてきたキャラクターの中で人気を集めた台詞をまとめた書籍『Dialogue Book』が出版された。
2020年にスーリヤ主演の『ただ空高く舞え』に出演した。同作はAmazon Prime Videoで配信され、『Aakaasam Nee Haddhu Raa』のタイトルでテルグ語吹き替え版も公開された。2022年に息子ヴィシュヌ・マンチュがプロデュースする『Son of India』で主演・脚本を務め、2023年にはグナシェカールの神話映画『Shaakuntalam』でドゥルヴァーサス役を演じている。2024年には『Kannappa』で息子ヴィシュヌ・マンチュと共演する。

### 政治家
モーハン・バーブはNTRのテルグ・デサム党に入党し、1995年から2000年にかけて上院議員を務めていた。しかし、NTRが娘婿のナラ・チャンドラバブ・ナイドゥが起こした党内クーデターで失脚するとナイドゥを批判する立場を取り、党指導部への批判や汚職の告発を繰り返したことから「反党行為」を理由に1997年に除名処分を言い渡された。同年には死者23人を出した爆弾テロにパリターラー・ラヴィンドラと共に巻き込まれたが、無傷で難を逃れている。
議員時代は映画産業の従事者たちの生活水準向上のために活動していたが、1996年にNTRが死去した後は政治活動から遠ざかっていた。2019年にYSR議会党に入党し、Y・S・ジャガン・モーハン・レッディの選挙活動に協力している。2020年にナレンドラ・モディと面会した際には、インド人民党への入党が噂された。

### 教育者
体育教師の経験のあるモーハン・バーブは教育分野にも関心を持っており、1993年に教育機関シュリー・ヴィディヤーニケタン・エデュケーション・トラストを設立し、下部機関としてシュリー・ヴィディヤーニケタン国際学校、シュリー・ヴィディヤーニケータン・ディグリー・カレッジ、シュリー・ヴィディヤーニケタン工科大学、シュリー・ヴィディヤーニケタン薬科大学、シュリー・ヴィディヤーニケタン看護大学、シュリー・ヴィディヤーニケタン経営研究所が存在する。2022年1月には、これらの各教育機関を包括する組織としてモーハン・バーブ大学をティルパティに設立し、学長に就任した。

## 家族
ヴィディヤー・デーヴィと結婚して1男1女（ヴィシュヌ・マンチュ、ラクシュミー・マンチュ）をもうけ、2人とも俳優・女優として活動している。モーハン・バーブはヴィディヤーと死別後、彼女の妹ニルマラ・デーヴィと再婚した。彼女との間には息子マンチュ・マノージュが生まれ、彼も異母兄姉と同様に俳優として活動している。

## 受賞歴
| 年                                | 部門                           | 作品名                           | 結果       | 出典   |
| 勲章                              | 勲章                           | 勲章                             | 勲章       | 勲章   |
| --------------------------------- | ------------------------------ | -------------------------------- | ---------- | ------ |
| 2007年                            | パドマ・シュリー勲章           | N/A                              | 受賞       | [ 7 ]  |
| 名誉学位                          |                                |                                  |            |        |
| 2017年                            | Dr. MGR大学                    | N/A                              | 受賞       | [ 34 ] |
| 時期不明                          | カリフォルニア大学バークレー校 | N/A                              | 受賞       | [ 35 ] |
| フィルムフェア賞 南インド映画部門 |                                |                                  |            |        |
| 1991年                            | テルグ語映画部門主演男優賞     | 『Alludugaru』                   | ノミネート |        |
| 1996年                            | テルグ語映画部門主演男優賞     | 『Pedarayudu』                   | 受賞       | [ 36 ] |
| 2001年                            | テルグ語映画部門主演男優賞     | 『Rayalaseema Ramanna Chowdary』 | ノミネート |        |
| 2008年                            | テルグ語映画部門助演男優賞     | 『ヤマドンガ』                   | ノミネート |        |
| 2015年                            | テルグ語映画部門主演男優賞     | 『Rowdy』                        | ノミネート |        |
| 2016年                            | 生涯功労賞                     | N/A                              | 受賞       | [ 37 ] |
| 南インド国際映画賞                |                                |                                  |            |        |
| 2017年                            | 特別表彰                       | N/A                              | 受賞       | [ 38 ] |
| 2021年                            | タミル語映画部門助演男優賞     | 『ただ空高く舞え』               | ノミネート |        |
| CineMAA賞                         |                                |                                  |            |        |
| 2008年                            | 助演男優賞                     | 『ヤマドンガ』                   | 受賞       | [ 14 ] |